# Zacatecoluca
Zacatecoluca es una ciudad, distrito del municipio de La Paz Este y a su vez es la  Cabecera departamental o  Capital del Departamento de La Paz, en El Salvador. Tiene una población de 64,484 habitantes para el año 2024. Sus orígenes se remontan a la época prehispánica, y durante la colonización española fue el segundo poblado de mayor importancia en el partido de San Vicente. En 1844 adquirió el título de ciudad con el reconocimiento de Noble, Generosa y Leal, Ciudad de Santa Lucía de Zacatecoluca. De este lugar es originario el prócer centroamericano José Simeón Cañas.

## Toponimia
Zacatecoluca es un vocablo de origen náhuat, que significa «lugar de zacatales y tecolotes». La palabra está formada por "tzakat" (zacate o hierba), "tekulut" (búho o tecolote) y "kan" (lugar). Su topónimo es Tzakatekulukan.

## Historia
Alrededor de los siglos XI y XII, arribaron grupos nahuas pipiles, entre ellos los nonualcos, provenientes del valle de México.

Hoja encuadernada. Col. ms. Lugares adicionales: Zacatecoluca El Salvador. De un libro de direcciones de navegación de 110 y ss.: "El Waggoner de los Mares del Sur mostrando la fabricación y el rumbo de todas las costas desde California hasta los Estrechos de Le Maire hecho desde el origen español por Basil Ringrose".

Para la época de la colonización española, el presidente de la Real Audiencia de los Confines, el licenciado Alonso López de Cerrato, antepasado de Manuel José Arce, junto a los oidores licenciados Pedro Ramírez de Quiñónez y Juan Roxel, realizaron en favor del encomendero Juan de Medina en 1548, la tasación del pueblo de Zacatecoluca, que consistía de «400 indios tributarios, o sea, alrededor de 2000 personas».
Para 1576, el oidor Diego García de Palacio, en su descripción de la provincia de Guatemala, hacía referencia que en el área se cultivaba el cacao, mientras que diez años después, fray Alonso Ponce, en su Relación Breve y Verdadera, describía a Zacatecoluca como «pueblo grande».
En el 6 de marzo de 1658, la Real Audiencia de Guatemala le otorgó el rango de villa a San Vicente; por esto se le permitió tener un cabildo propio y por lo tanto ser cabecera de su propia provincia bajo la Alcaldía Mayor de San Salvador; Zacatecoluca pasó a ser uno de los pueblos de la nueva provincia de San Vicente y estaba bajo la jurisdicción del cabildo de esta.
En el año de 1673 el presidente-gobernador y capitán general de Guatemala Fernando Francisco de Escobedo llevó a cabo el alistamiento de la tropa del reino de Guatemala, por lo que Zacatecoluca tendría una compañía de infantería.
Ya en 1740, el alcalde mayor de San Salvador don Manuel de Gálvez Corral, consignaba que en Santa Lucía de Zacatecoluca, vivían «doce vecinos españoles, y cuatrocientos diez indios, y cuatrocientos cincuenta mulatos y mestizos, que son soldados de dos compañías que sirven para la guarda y custodia de aquella (costa), y los pocos españoles ya dichos son los Oficiales Militares de las dos compañías, que son vecinos y moradores de este pueblo, y son dueños de las haciendas que se hallan inmediatas; [además] tiene el referido pueblo por frutos maíz, gallinas, ganado de cerda, algodón; [y] es terreno de barro colorado, muy caliente».
De esta manera, Zacatecoluca había crecido hasta convertirse en el segundo poblado en importancia de la provincia de San Vicente, por detrás de la cabecera, San Vicente.
En 1751, el alcalde mayor Domingo Soto Bermúdez nombró a José García como teniente de alcalde mayor en el partido de Zacatecoluca.
Para 1768, Zacatecoluca era la cabecera de la parroquia de Zacatecoluca, bajo cuya jurisdicción estaban los pueblos anexos de Analco y Tecoluca, 19 haciendas más una en la costa y varias salinas. Ese mismo año el cura de la parroquia de Zacatecoluca era don Antonio Macal, que antes había sido el cura de Suchitoto; también en ese año, el arzobispo Pedro Cortés y Larraz visitó a Zacatecoluca como parte de su visita de las parroquias de la diócesis de Guatemala. Según el arzobispo, la mayoría de la población era de ladinos; el terreno, a su parecer, era abundante y fértil para varias cosechas, siendo la principal la de "tintas" (jiquilite) y maíces; había bastantes terrenos de ganado y varias salinas a la orilla del mar. A pesar de los buenos terrenos, dijo que era poca trabajada.
En 1786 pasó a convertirse en cabecera del partido que comprendía San Juan, San Pedro y Santiago Nonualco, Santa María Ostuma, San Sebastián Analco y Tecoluca. Era gobernada por dos alcaldes ordinarios.
Los alcaldes ordinarios electos en el 1 de enero de 1803 para regir ese mismo año eran Fernando de la Cotera, alcalde de primer voto, y José Miguel Villacorta, alcalde de segundo voto.
Para el año 1807, de acuerdo a informe del intendente don Antonio Gutiérrez y Ulloa, habitaban en Zacatecoluca «5955 almas y todo el partido, que comprendía o pueblos, 25 haciendas, 2 sitios y 3 islas o esteros con ganado, era habitado por 107 españoles, 8,029 indios y 5,816 mulatos o ladinos».
También anotaba lo siguiente: «sus habitantes no dejan de ser activos, dedicándose al cultivo del maíz, frijol, arroz, plátanos y raíces farináceas, con especialidad al de la caña, algodón y añiles que comercian, siendo este último ramo uno de los más pingües, aunque desde el año de 1800 ha padecido considerablemente con la plaga de la langosta, en cuyo terreno se ha fijado tenazmente. Sus artes y manufacturas, están reducidas a los tejidos de algodón y sombreros de palma, careciéndose de los oficios más precisos».
Para el año 1811, fungía de alcalde primero don Bartolomé Cañas; como cura párroco, el presbítero Francisco Salazar, y como coadjutores, los presbíteros Domingo Cañas, Rafael Cornejo, Pedro Souza y Juan Antonio Hoyos. Existían en el partido «cuatro escuelas de primeras letras servidas cada una por un preceptor, que devengaban seis pesos mensuales, con una asistencia total de 200 alumnos».

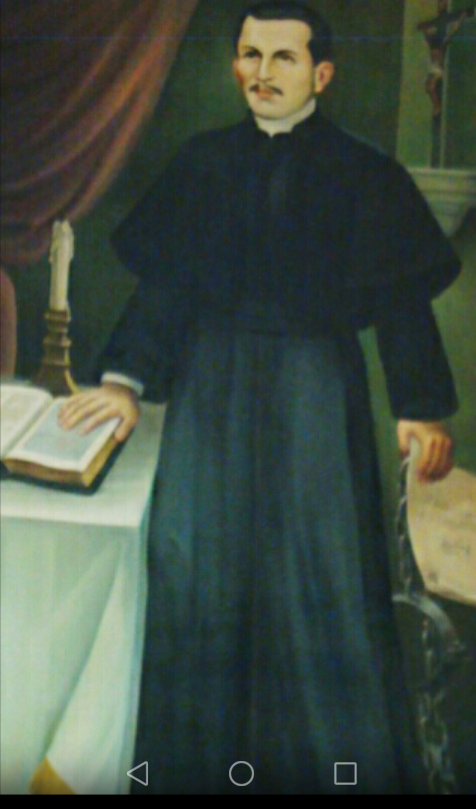
José Simeón Cañas. Se unió a José Matías Delgado, Juan Manuel Rodriguez y Manuel José Arce para apoyar la independencia de Centroamérica en 1821. Abogando por la igualdad de los hombres. El padre Cañas se constituyó en el primer abolicionista de la esclavitud en América.

Ese mismo año, estalló el movimiento independentista de San Salvador, del 5 de noviembre. Cuando los conjurados tomaron el poder de la capital de la intendencia, uno de los involucrados, Manuel José Arce, envió una carta a su amigo Serapio Meléndez, administrador de correos en el partido de Zacatecoluca, en la que le invitaba a que animase a los pobladores a que se unieran al levantamiento. La carta llegó el día 10 de noviembre, y se dice que el emisario cambió su destino por el de la casa del españolista don Agustín de Yturburúa.
Por medio de Yturburúa, las autoridades se dieron cuenta de la exhortación de la misiva. Pronto despacharon correos a la vecina San Vicente, núcleo de peninsulares, así como a las autoridades de la Capitanía General en la capital del Reino de Guatemala. En el oficio dejaron en claro su lealtad a la corona. Parte de su contenido rezaba: «...seguiremos el camino de la virtud, y nuestros alientos sólo respirarán vivas repetidos por la Religión, Rey y Patria!».
Por el contrario, para el año 1814, cuando sucedió el segundo movimiento independentista de la intendencia, ocurrieron alzamientos en la localidad. Se le atribuye al presbítero don Mariano José de Larra haber provocado a los naturales, quienes, según Francisco Gavidia: 

...tomaron la Ciudad de Zacatecoluca y se apoderaron del Cuartel: todas las autoridades coloniales huyeron y sólo quedó preso el alcalde a quien exigieron que proclamara la Independencia. Era objeto de disgusto de los pueblos, lo que se llamaba tributos, los cuales fueron suprimidos hasta que se declaró desligada la provincia de San Salvador de las otras provincias, en tiempos de la guerra del Imperio. Los Nonualcos pidieron que se les entregara el producto de esos tributos, que ellos pagaban. Amenazaron al Alcalde, y le hicieron hincarse en la calle, disponiéndose a lo que parece, a ultimarlo; pero, las gentes del mercado, principalmente algunas mujeres, cuyos nombres se han conservado -Josefina Varaona, La Dulcera, nombre con que se conocía a Micaela Jerez, y Feliciana Jerez-, armadas de cuchillos, piedras y palos libraron el combate, quedando algunas víctimas y haciendo retirarse a los Nonualcos que no tenían un Jefe que los dirigiese en el movimiento cuyos fines políticos no podían ser más elevados. Posteriormente, el sacerdote don Mariano José de Larra que sublevó a los Nonualcos, acusado de promotor, fue llevado preso a Guatemala, donde permaneció hasta después de 1821.

### Pos-independencia
Siete años después, se firmaría el Acta de Independencia del 15 de septiembre de 1821, y los documentos que notificaron el suceso llegaron a Zacatecoluca el 23 de septiembre, siendo recibidos por el cura párroco Miguel José Castro. El religioso puso en conocimiento a las autoridades locales sobre el suceso y en sesión llevada a cabo el día siguiente, él mismo abrió ante ellos los escritos. Posteriormente se citó a los vecinos y en plaza pública se pregonó la noticia y se decidió redactar una proclama que se daría a conocer a todo el partido.
El año 1823, Zacatecoluca adquirió el título de villa. A partir del 12 de junio de 1824 quedó incluida en el departamento de San Vicente. 
En 1833 ocurrió una revolución indígena liderada por Anastasio Aquino; en Zacatecoluca fue juzgado y condenado a muerte y fue ejecutado en San Vicente. 
Entre 1836 y 1838 formó parte del Distrito Federal de Centro América, y finalizado este periodo retornó a la circunscripción de San Vicente. Para 1839, a solicitud de los habitantes de Zacatecoluca, el gobierno unió el distrito de Zacatecoluca con el de Olocuilta para crear el departamento de La Paz, siendo su cabecera la villa de Santa Lucía Zacatecoluca. Sin embargo, el departamento se suprimió en 1842 por consecuencia de una revolución de indígenas de Santiago Nonualco.
En el 11 de mayo de 1844, por decreto ejecutivo, adquirió el título de ciudad con la denominación de «Noble, Generosa y Leal Ciudad de Santa Lucía Zacatecoluca», en gratitud por la ayuda prestada por vecinos debido a una invasión encabezada por Manuel José Arce. En 1845, volvió a tomar el rango de cabecera departamental para volver a ser dependiente a San Vicente en 1846.
En 1852 se refundó el departamento de La Paz, por lo que Santa Lucía de Zacatecoluca volvió a convertirse en su cabecera.
En un informe de mejoras materiales del departamento de La Paz hecho en el 16 de enero de 1854, el gobernador Eustaquio Guirola tomó nota de que en la ciudad se había reedificado la parte del cabildo que estaba arruinado hasta el largo de 36 varas, con su correspondiente corredor, hecha de teja y maderas labradas; también, en el cementerio, se hizo un lienzo considerable de pared que se había caído. En el pueblo de Analco se trabajó un lienzo de pared en el camposanto y una casa de escuela de teja y paredes de adobe, también se estaban reuniendo materiales para una calzada que se estaba trabajando en el interior de la población. En un informe hecho en el 16 de mayo, el gobernador José Rafael Molina tomó nota de que se había allanado un pedazo de calle que estaba intransitable en la salida de la población hacia las haciendas de la costa. En Analco, se había fabricado una calzada de 46 varas de largo y 8 de ancho en la calle principal y se había compuesto el camino del caballito que estaba casi intransitable.
Se estima que para 1858, Zacatecoluca tenía una población de 5061 habitantes, alojados en 160 casas de teja, 623 de palma y 30 de paja.
En 1890 su población ascendía a 5210 habitantes. Había cinco barrios: «El Calvario, Santa Lucía, Candelaria, San José y Los Remedios», y según Guillermo Dawson: «Sus principales edificios públicos son el cabildo, la iglesia parroquial, el hospital, las casas de escuelas y el templo de El Calvario...», así como «una hermosa fuente pública en la plaza principal».
En el 9 de enero de 1901, la Cartera de Instrucción Pública de la Secretaría de Instrucción Pública y Beneficencia acordó crear una Escuela de Varones y otra de Niñas para los barrios de San Sebastián y El Carmen.
En el 16 de enero de 1913, durante su visita oficial en la ciudad de Zacatecoluca, el presidente Manuel Enrique Araujo decretó que se erija en la plaza José Simeón Cañas un monumento consagrado a la memoria del mismo porque «se distinguió por sus altos merecimiento intelectuales y por sus constantes y valiosos servicios en favor de la Independencia de Centro-América y por haber iniciado la abolición de la esclavitud, en el famoso Congreso de 1823». La colocación de la primera piedra del monumento se celebró de acuerdo al decreto el siguiente día 17 de enero; en el acto pronunció un discurso el joven jurisconsulto doctor José Leiva. El gobierno también acordó donar fondos para comprar terrenos en donde se debía formar una alameda a los baños de Ichanmichen. El ministro de Justicia acompañado de dos magistrados practicaron una visita a los tribunales de la ciudad y los calificaron de insuficientes y que carecían de elementos indispensables para su respetabilidad y decoro; por tanto, acordaron encomendar al magistrado Pío Romero Bosque para contratar el alquiler de una casa más a propósito para establecer los dos juzgados existentes. También se propuso a la Suprema Corte de Justicia la creación de un tercer juzgado de primera instancia encargada exclusivamente del ramo civil. En cuanto a instituciones de educación y la administración de rentas y sus dependencias, estas se encontraron en buen estado. La visita del gobierno fue practicada menos de un mes antes del asesinato del presidente Araujo.

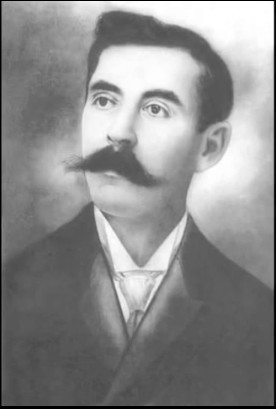
En el 16 de enero de 1913, durante su visita oficial en la ciudad de Zacatecoluca, el presidente Manuel Enrique Araujo decretó que se erija en la Plaza José Simeón Cañas un monumento consagrado a la memoria del mismo porque «se distinguió por sus altos merecimiento intelectuales y por sus constantes y valiosos servicios en favor de la Independencia de Centro-América y por haber iniciado la abolición de la esclavitud, en el famoso Congreso de 1823».

Un nuevo edificio para el hospital fue inaugurado el 1 de marzo en lo que hubiera sido el segundo aniversario de la toma de posesión del presidente Araujo.

## Elementos identitarios

### Gentilicio
El gentilicio oficial de las personas que nacen o habitan en Zacatecoluca es «Zacatecoluquense», derivado del nombre de la ciudad.
Aunque también a los habitantes de Zacatecoluca se les conoce como «Viroleño/s». Las versiones del origen de este vocablo son dos: la primera se refiere a los canastos de vara de castilla que son elaborados por artesanos del barrio San Sebastián Analco, que tenían por nombre «virola».
La otra explicación se relaciona con los trabajadores de las haciendas de la familia Guirola en el siglo XIX, quienes se identificaban como obreros de «los Guirola», lo que pudo haberse transformado en «virola» con el paso de los años.
Existe otra versión, popular por cierto; que se dio un brote de viruela entre los colonos de la hacienda de los Guirola, a los cuales de manera despectiva o inocente se les empezó a llamar "virueleños". Son versiones populares, ya que no existe un documento histórico de la época que de fe de dichos relatos, sino que han sido parte de la tradición oral.
Así es que los genticios de Zacatecoluca son: Zacatecoluquese y Viroleño. A los habitantes de esta ciudad se les puede llamar o referir de cualquiera de estas dos maneras.

## Geografía física
El municipio de Zacatecoluca tiene un área geográfica de 321,3 km², y la cabecera una altitud de 210 m s. n. m. Riegan el territorio varios ríos, entre los que se encuentran: Amayo, El Guayabo, Uluapa, San Antonio, Liévano, Ichanmichen y Suchilamaco; las quebradas: Campanario, Amayo, Los Micos, El Barrancón, Las Tinajas, San Faustino, y Capulín, entre otras; las lagunetas: Chiliguda, La Pancha, El Astillero, Contreras y El Palmo. Comprende además el Estero de Jaltepeque, del Hotel, Santa Cruz, El Astillero, Madre Vieja y Desiertos; las islas manglosas: monte Tamarindo, monte Chapetón, monte El Zanate, monte Cureña, La Tasajera, y El Garrobo, entre otras; así como las playas Costa del Sol, Los Blancos y El Zapote; y la punta Cordoncillo, y La Bocana Cordoncillo.
Las estribaciones comprenden la cadena Costera Central con los cerros: Marroquín, Las Víboras y Los Soldados; las montañas: Escuintla, Chichima, El Iscanal, El Merendón, y la loma del Maneadero. Tiene un clima muy cálido.

### Clima
Zacatecoluca tiene clima tropical seco (Clasificación de Köppen: Am).
| Parámetros climáticos promedio de Zacatecoluca | Parámetros climáticos promedio de Zacatecoluca | Parámetros climáticos promedio de Zacatecoluca | Parámetros climáticos promedio de Zacatecoluca | Parámetros climáticos promedio de Zacatecoluca | Parámetros climáticos promedio de Zacatecoluca | Parámetros climáticos promedio de Zacatecoluca | Parámetros climáticos promedio de Zacatecoluca | Parámetros climáticos promedio de Zacatecoluca | Parámetros climáticos promedio de Zacatecoluca | Parámetros climáticos promedio de Zacatecoluca | Parámetros climáticos promedio de Zacatecoluca | Parámetros climáticos promedio de Zacatecoluca | Parámetros climáticos promedio de Zacatecoluca |
| Mes                                            | Ene.                                           | Feb.                                           | Mar.                                           | Abr.                                           | May.                                           | Jun.                                           | Jul.                                           | Ago.                                           | Sep.                                           | Oct.                                           | Nov.                                           | Dic.                                           | Anual                                          |
| ---------------------------------------------- | ---------------------------------------------- | ---------------------------------------------- | ---------------------------------------------- | ---------------------------------------------- | ---------------------------------------------- | ---------------------------------------------- | ---------------------------------------------- | ---------------------------------------------- | ---------------------------------------------- | ---------------------------------------------- | ---------------------------------------------- | ---------------------------------------------- | ---------------------------------------------- |
| Temp. máx. media (°C)                          | 32.1                                           | 32.2                                           | 33.3                                           | 33.1                                           | 31.7                                           | 30.2                                           | 31.4                                           | 30.8                                           | 29.7                                           | 29.8                                           | 30.5                                           | 31.0                                           | 31.3                                           |
| Temp. media (°C)                               | 24.4                                           | 24.5                                           | 26.0                                           | 26.5                                           | 26.0                                           | 25.0                                           | 25.4                                           | 25.0                                           | 24.4                                           | 24.3                                           | 24.2                                           | 23.8                                           | 25                                             |
| Temp. mín. media (°C)                          | 16.7                                           | 16.8                                           | 18.7                                           | 19.9                                           | 20.3                                           | 19.8                                           | 19.5                                           | 19.2                                           | 19.2                                           | 18.9                                           | 17.9                                           | 16.7                                           | 18.6                                           |
| Precipitación total (mm)                       | 9                                              | 3                                              | 14                                             | 47                                             | 200                                            | 379                                            | 318                                            | 327                                            | 412                                            | 328                                            | 60                                             | 8                                              | 2105                                           |
| Fuente: Climate-Data.org                       |                                                |                                                |                                                |                                                |                                                |                                                |                                                |                                                |                                                |                                                |                                                |                                                |                                                |

### Ubicación
Límites del municipio de Zacatecoluca
| Noroeste: San Juan Nonualco, Guadalupe y Volcán de San Vicente                                                | Norte: San Juan Nonualco, Tecoluca, Guadalupe, Tepetitán, San Vicente y Volcán de San Vicente | Nordeste: Tecoluca, San Vicente y Volcán de San Vicente   |
| Oeste: San Juan Nonualco, Santiago Nonualco y San Luis La Herradura                                           |                                                                                               | Este: Tecoluca                                            |
| Suroeste: San Juan Nonualco, Santiago Nonualco, San Luis La Herradura, Estero de Jaltepeque y Océano Pacífico | Sur: San Luis La Herradura, Tecoluca, Estero de Jaltepeque y Océano Pacífico                  | Sureste: Tecoluca, Estero de Jaltepeque y Océano Pacífico |

## Demografía
En el censo de población y vivienda del 2024, Zacatecoluca tenía una población de 64 484 habitantes, de los cuales 46 210 habitaban en el área urbana y 18 274 en el área rural.

## Administración y Forma de Gobierno

### Base legal
| Según la Constitución de la República de El Salvador: Art. 202.- Para el Gobierno local, los departamentos se dividen en Municipios, que estarán regidos por Concejos formados de un Alcalde, un Síndico y dos o más Regidores cuyo número será proporcional a la población. Los miembros de los Concejos Municipales deberán ser mayores de veintiún años y originarios o vecinos del municipio; serán elegidos para un período de tres años, podrán ser reelegidos y sus demás requisitos serán determinados por la ley. Según el Código Electoral: Art. 12.- En cada municipio se elegirá un Concejo Municipal, compuesto por un Alcalde o Alcaldesa, un Síndico o Síndica, dos Regidores o Regidoras propietarios y cuatro suplentes, para sustituir preferentemente a las o los propietarios del mismo partido, en caso de ausencias. Además, en las poblaciones de más de cinco mil habitantes, se elegirán regidores en la siguiente proporción: -Dos concejales o regidores, o concejalas o regidoras en los municipios que tengan hasta diez mil habitantes; -Cuatro concejales o regidores, o concejalas o regidoras en los municipios que tengan más de diez mil hasta veinte mil habitantes; -Seis concejales o regidores, o concejalas o regidoras en los municipios que tengan más de veinte mil hasta cincuenta mil habitantes; -Ocho concejales o regidores, o concejalas o regidoras en los municipios que tengan más de cincuenta mil hasta cien mil habitantes; y, -Diez concejales o regidores, o concejalas o regidoras en los municipios que tengan más de cien mil habitantes. El Tribunal Supremo Electoral establecerá el número de concejales o regidores, o concejalas o regidoras en cada municipio, en base al último censo nacional de población, y lo notificará a los partidos políticos y coaliciones inscritas, a más tardar el último día del mes de marzo del año anterior a la realización de las elecciones municipales. |

Zacatecoluca es gobernado por un Concejo Municipal, el cual es pluralista ya que existe representación de más de un partido político, quienes toman las decisiones sobre el territorio en lo económico, técnico y administrativo, conformado por el alcalde, un síndico, 10 Regidores Propietarios y 4 Regidores Suplentes. Tiene su sede en la Alcaldía Municipal de Zacatecoluca.

Su alcalde actual Orsy Swadhy Moreno López desde el 1 de mayo de 2021.

### Miembros que conforman el Concejo Municipal de Zacatecoluca
| Según el Código Electoral: Periodo de Gestión: Art. 168.- Los miembros y miembras de los Concejos Municipales de conformidad a lo dispuesto en la Constitución de la República de El Salvador, durarán en su gestión tres años, y tomarán posesión el día primero de mayo del año de su elección. |

     N - Nuevas Ideas
     FMLN - Frente Farabundo Martí para la Liberación Nacional
     ARENA - Alianza Republicana Nacionalista
     GANA - Gran Alianza por la Unidad Nacional

Alcalde

El actual Alcalde Municipal de Zacatecoluca es Orsy Swadhy Moreno López, desde el 1 de mayo del 2021.

| Alcalde | Inicio del mandato | Fin del mandato     | Partido | Partido      | Mandatos |
| Orsy Swadhy Moreno López                                                                                                | 1 de mayo de 2021  | 30 de abril de 2024 |         | Nuevas Ideas | 1        |
| Fuente: Tribunal Supremo Electoral de El Salvador. Acta de escrutinio final de la elección de Concejos Municipales 2021 |                    |                     |         |              |          |

Síndico

| Síndico | Inicio del mandato | Fin del mandato     | Partido | Partido      |
| --- | ------------------ | ------------------- | ------- | ------------ |
| Adán Alberto Cortez Muñoz                                                                                               | 1 de mayo de 2021  | 30 de abril de 2024 |         | Nuevas Ideas |
| Fuente: Tribunal Supremo Electoral de El Salvador. Acta de escrutinio final de la elección de Concejos Municipales 2021 |                    |                     |         |              |

Regidores (Concejales) por Partido Político

Regidores propietarios por Partido Político
| Partido | Partido                                            | Regidores |
| --- | -------------------------------------------------- | --------- |
| | Nuevas Ideas                                       | 5         |
| | Frente Farabundo Martí para la Liberación Nacional | 3         |
| | Gran Alianza por la Unidad Nacional                | 1         |
| | Alianza Republicana Nacionalista                   | 1         |
| Fuente: Tribunal Supremo Electoral de El Salvador. Detalle de votos por municipio y partido político de Concejos Municipales 2021 |                                                    |           |

Regidores suplentes por Partido Político

| Partido | Partido                                            | Regidores |
| --- | -------------------------------------------------- | --------- |
| | Nuevas Ideas                                       | 2         |
| | Frente Farabundo Martí para la Liberación Nacional | 1         |
| | Gran Alianza por la Unidad Nacional                | 1         |
| Fuente: Tribunal Supremo Electoral de El Salvador. Detalle de votos por municipio y partido político de Concejos Municipales 2021 |                                                    |           |

Regidores (Concejales)
| Concejalía | Regidor o Concejal                       | Tipo de Concejal     | Inicio del mandato | Fin del mandato     | Partido | Partido |
| --- | ---------------------------------------- | -------------------- | ------------------ | ------------------- | ------- | ------- |
| 1 | Sarahi Alejandra Cortez Alfaro           | Concejal Propietario | 1 de mayo de 2021  | 30 de abril de 2024 |         | N       |
| 2 | Esteban Alberto Urbina González          | Concejal Propietario | 1 de mayo de 2021  | 30 de abril de 2024 |         | N       |
| 3 | Santos Antonio Mena Ayala                | Concejal Propietario | 1 de mayo de 2021  | 30 de abril de 2024 |         | N       |
| 4 | Santos Arely Amaya de Rivas              | Concejal Propietario | 1 de mayo de 2021  | 30 de abril de 2024 |         | N       |
| 5 | Marco Antonio Romero Palacios            | Concejal Propietario | 1 de mayo de 2021  | 30 de abril de 2024 |         | N       |
| 6 | Boris Alfredo Deras Álvarez              | Concejal Propietario | 1 de mayo de 2021  | 30 de abril de 2024 |         | FMLN    |
| 7 | Mercedes Henríquez de Rodríguez          | Concejal Propietario | 1 de mayo de 2021  | 30 de abril de 2024 |         | FMLN    |
| 8 | Vilma Jeannette Henríquez Orantes        | Concejal Propietario | 1 de mayo de 2021  | 30 de abril de 2024 |         | FMLN    |
| 9 | Mario Ernesto Marín Ordóñez              | Concejal Propietario | 1 de mayo de 2021  | 30 de abril de 2024 |         | GANA    |
| 10 | Carlos Arturo Araujo Gómez               | Concejal Propietario | 1 de mayo de 2021  | 30 de abril de 2024 |         | ARENA   |
| Concejalía | Regidor o Concejal                       | Tipo de Concejal     | Inicio del mandato | Fin del mandato     | Partido | Partido |
| 1 | Iris de los Ángeles Palacios Quintanilla | Concejal Suplente    | 1 de mayo de 2021  | 30 de abril de 2024 |         | N       |
| 2 | Erika Yessenia Ruiz Argueta              | Concejal Suplente    | 1 de mayo de 2021  | 30 de abril de 2024 |         | N       |
| 3 | Carlos Alexander Bolaño Martínez         | Concejal Suplente    | 1 de mayo de 2021  | 30 de abril de 2024 |         | FMLN    |
| 4 | Irving Antonio Iraheta Ayala             | Concejal Suplente    | 1 de mayo de 2021  | 30 de abril de 2024 |         | GANA    |
| Fuente: Tribunal Supremo Electoral de El Salvador. Acta de escrutinio final de la elección de Concejos Municipales 2021 |                                          |                      |                    |                     |         |         |

## Patrimonio Cultural

### Catedral de Zacatecoluca
Desde la colonización española, el poblado contaba con una ermita de adobe y teja, que posteriormente se sustituyó por otra construcción de madera que tenía influencias de los estilos renacentista y barroca. Se conocía como iglesia Santa Lucía, pero el año 1965 dio paso al levantamiento del actual edificio. Este templo se elevó a la categoría de catedral con el título de Nuestra Señora de los Pobres, y se convirtió en la sede de la diócesis de Zacatecoluca. El 2001, sufrió deterioro debido a los terremotos de ese año. El estilo de la catedral es ecléctico con tendencias renacentistas, y resalta su fachada de 60 m de altura.

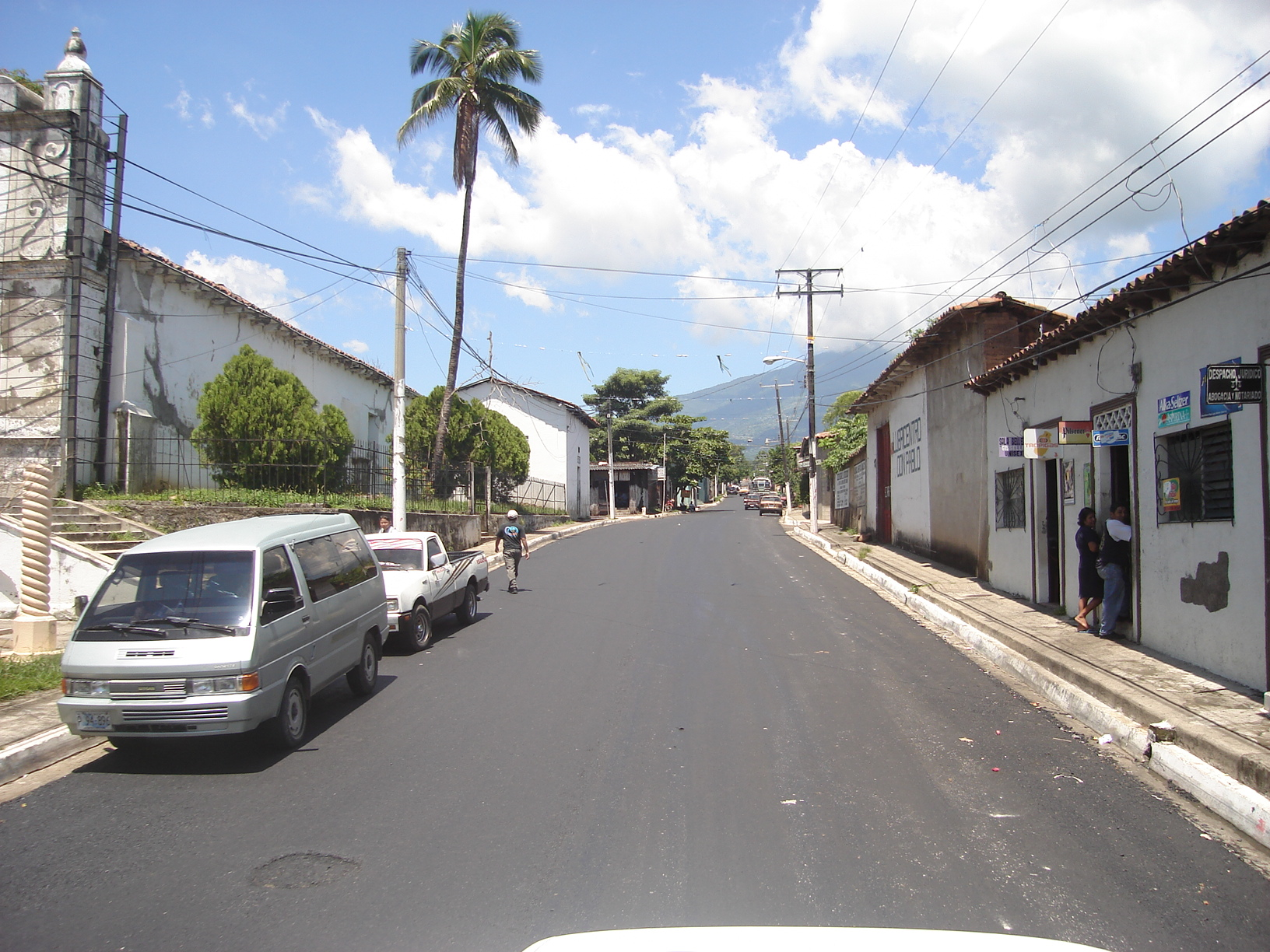
Tramo ubicado en la 6.º avenida Norte, barrio Analco

### Iglesia San Sebastián Analco
Este templo católico se encuentra ubicado en el barrio Analco de Zacatecoluca. Su origen se remonta a la colonización española, su construcción dio en el año de 1552 y su finalización en el año 1554. En el 2001 acabó destruida por los terremotos de ese año, por lo que fue sometida a una reconstrucción que inició en 2003 y finalizó en 2012.

### Plaza Cívica Presbítero y Doctor José Simeón Cañas y Villacorta

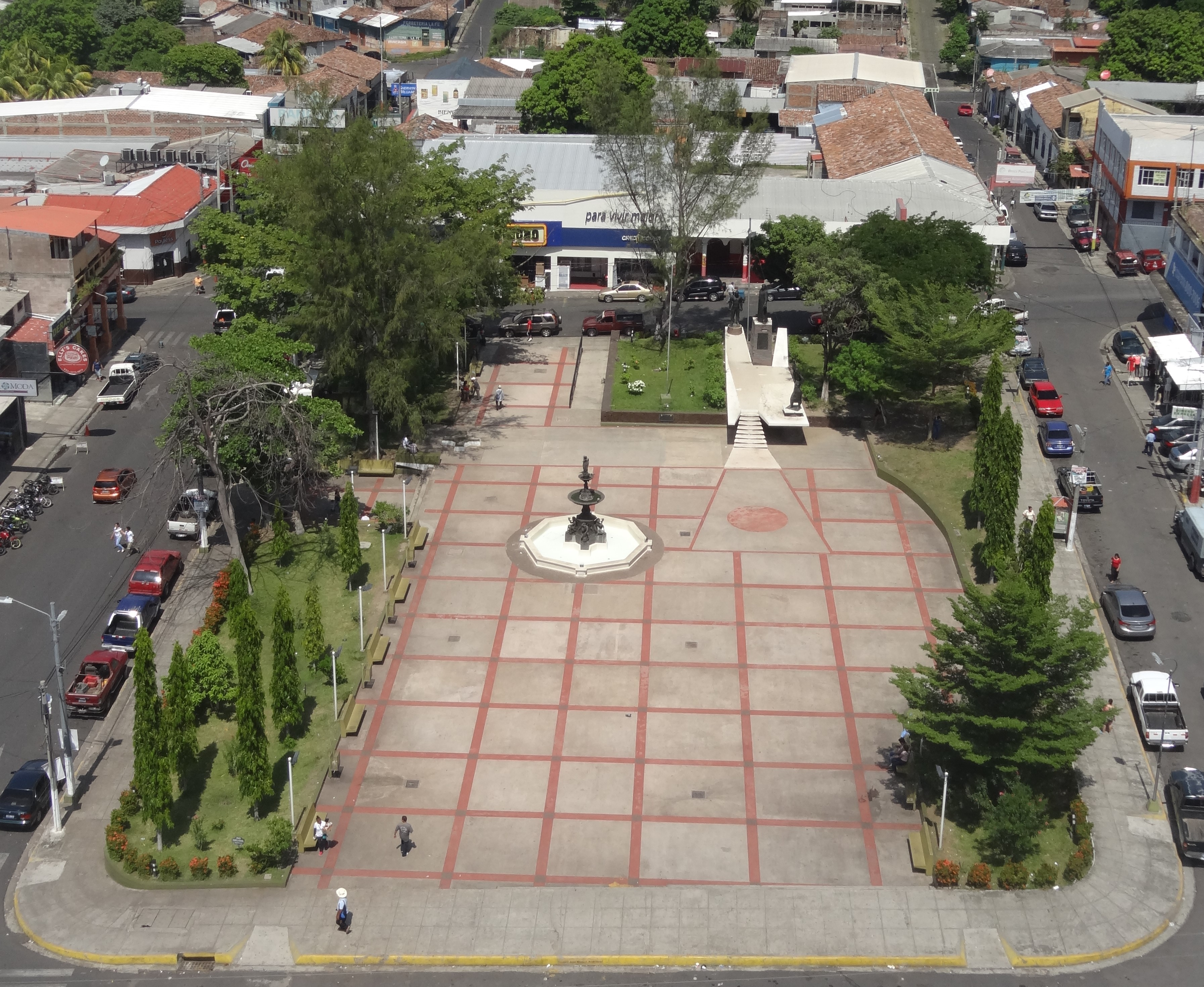
Plaza Cívica Presbítero y Doctor José Simeón Cañas y Villacorta, Zacatecoluca (Vista desde la Catedral de Zacatecoluca)

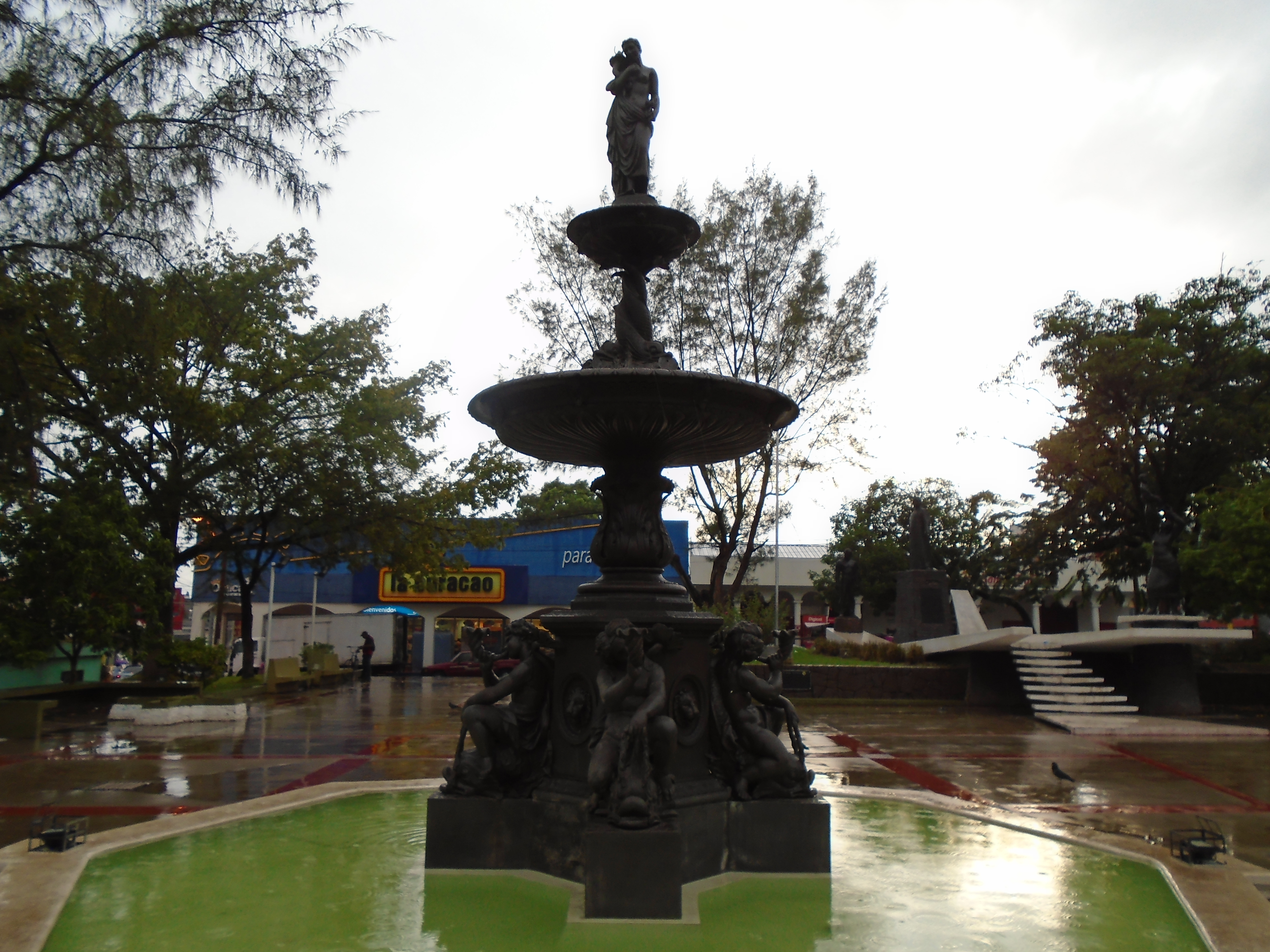
Donada por el presidente Rafael Zaldivar en 1884, esta fuente se llergue justo al centro de la plaza central de Zacatecoluca.

Se encuentra ubicado frente a la catedral y posee un monumento dedicado al prócer salvadoreño José Simeón Cañas. También destaca una fuente de Neptuno de estilo neoclásico, que fue traída al país desde Inglaterra en 1884 como un obsequio del presidente Rafael Zaldívar en ocasión del 40 aniversario de haber obtenido Zacatecoluca el título de ciudad.

### Ichanmichen
Es un balneario que fue construido durante la gestión del presidente de la Junta Nacional de Turismo, Raúl Contreras, en los años 1950. Tiene un área de 43 manzanas, y contiene cinco estanques de agua de vertientes naturales y dos de fuentes artificiales. Su nombre en náhuatl significa: «Morada de los Pececitos» o «La Cueva de los Pececitos».

### Escudo de Zacatecoluca
El escudo de Zacatecoluca es el emblema heráldico que desde 1947, año de su adopción, representa a la ciudad.
El escudo de armas de la ciudad de Zacatecoluca fue emitido a través de la promoción hecha por el entonces alcalde municipal Mariano Ávalos Córdova; pero hasta la fecha se desconoce el autor.

## Organización territorial
En Zacatecoluca existen 45 cantones: Amayo, Ánimas Abajo, Ánimas Arriba, Azacualpa, Buena Vista Abajo, Buena Vista Arriba, Buena Vista Arrinconada, El Amate, El Callejón, El Carmen, El Copinol, El Despoblado, El Escobal, El Espino Abajo, El Espino Arriba, El Maneadero, El Socorro, Hatos de los Reyes, La Herradura, La Isla, La Isleta, La Joya, La Lucha, Liévano, Los Blancos, Los Platanares, Penitente Abajo, Penitente Arriba, Piedra Grande Abajo, Piedra Grande Arriba, Pineda (San Faustino), San Antonio Las Tablas, San Francisco los Reyes, San José de la Montaña, San Josecito, San Lucas, San Marcos de la Cruz, San Rafael, San Rafael Tasajera, Santa Lucía, Tapechame, Tierra Blanca, Ulapa, Ulapa Abajo y Ulapa Arriba.
Además, en la ciudad existen los barrios: El Centro, San Sebastián Analco, El Calvario, Candelaria, San José, Los Remedios, La Cruz, El Carmen Analco y Santa Lucía.

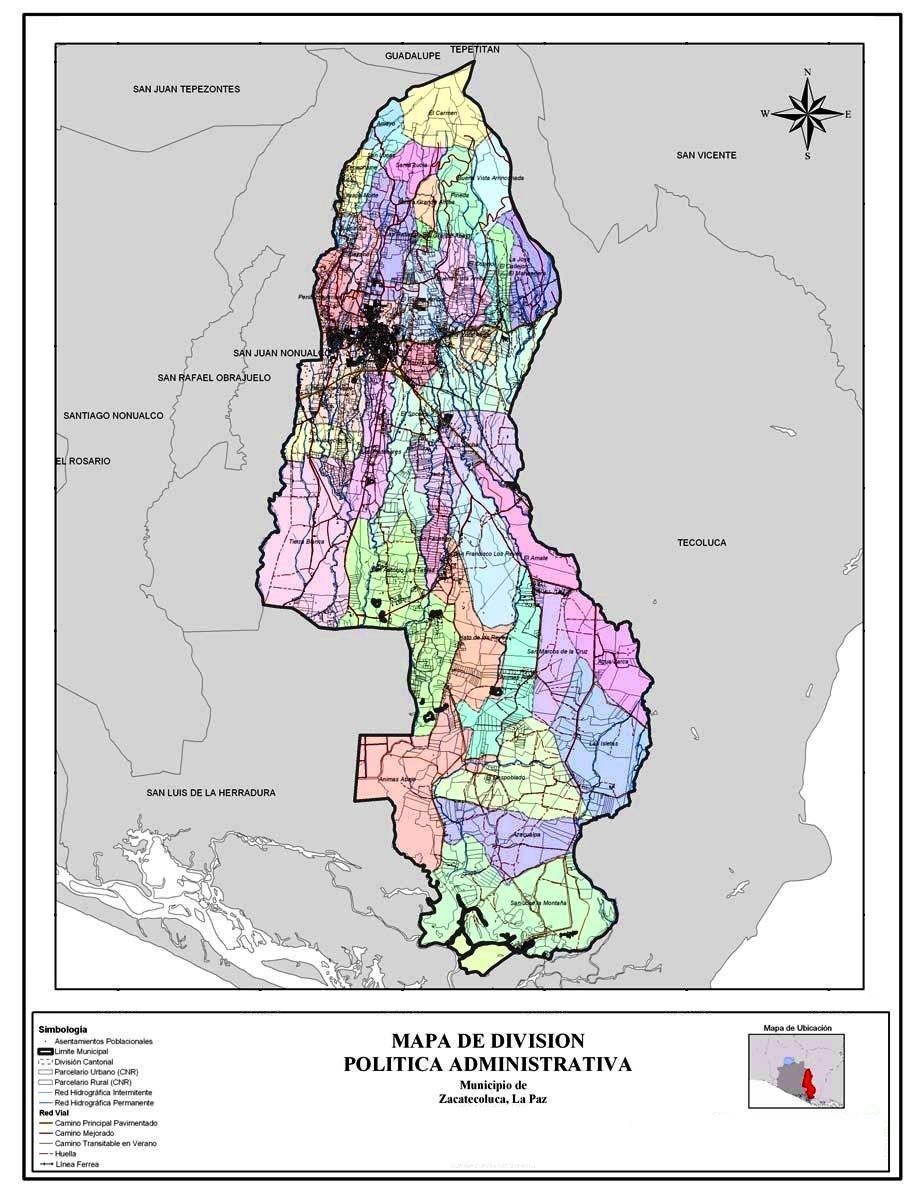
Mapa de la División política de Zacatecoluca en la que se incluyen la Zona Metropolitana y los Cantones.

## Patrimonio cultural inmaterial

### Festividades

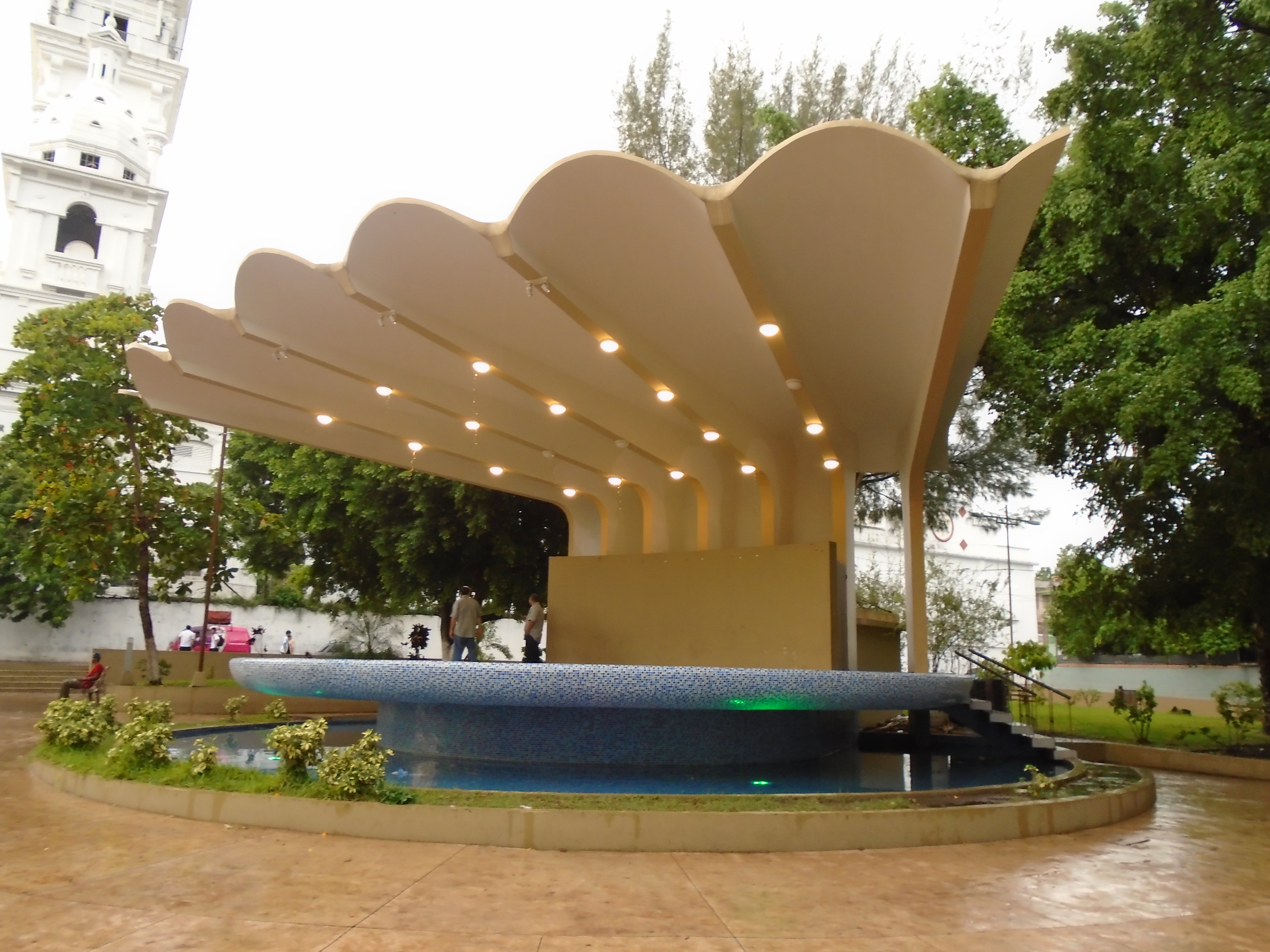
Concha acústica ubicada al costado sur de la Catedral de Zacatecoluca.

Las fiestas patronales de Zacatecoluca se celebran en el mes de diciembre en honor a Santa Lucía y a la virgen de Nuestra Señora de los Pobres. Para esta ocasión se realizan la elección de la reina de las fiestas, así como eventos culturales y artísticos. También existe la festividad religiosa en honor a la Virgen de los pobres, que coincide con la de Santa Lucía, cuya devoción inició, según la tradición popular, en 1770, cuando un grupo de aldeanos decidió protegerse de vientos huracanados con la colocación de la imagen de la virgen María en el camino de esta amenaza, que finalmente se desvió del poblado.

## Personas destacadas
- José Simeón Cañas
- José Damián Villacorta
- Dionisio Villacorta
- Juan Vicente Villacorta Díaz
- Camilo Minero
- Julio Adalberto Rivera
- Ángel Guirola